# Manchester United F.C. w sezonie 2019/2020
Sezon 2019/20 był dla Manchesteru United 28. sezonem w Premier League i 45. sezonem z rzędu w najwyższej klasie rozgrywkowej w Anglii.
Sezon rozpoczął się 11 sierpnia 2019 roku meczem przeciwko Chelsea, wygranym przez Manchester United 4:0.
29 stycznia 2020 roku Manchester United odpadł w 1/2 Puchar Ligi, przegrywając w dwumeczu 3:2 z Manchesterem City (pierwszy mecz 3:1).
19 lipca 2020 roku Manchester United odpadł w 1/2 Pucharu Anglii, przegrywając 3:1 z Chelsea.
Sezon w Premier League Manchester United zakończył na 3. pozycji.
16 sierpnia 2020 roku Manchester United odpadł w półfinale Ligi Europy, przegrywając  2:1 z Sevillą.

## Mecze

### Przedsezonowe i towarzyskie
| Szczegóły meczu                                                  | Wynik                               | Wynik                                                                            | Wynik                                 | Skład |
| ---------------------------------------------------------------- | ----------------------------------- | -------------------------------------------------------------------------------- | ------------------------------------- | --- |
| 13 lipca 2019, 13:00 Perth Stadium 50 206 widzów                 | Perth Glory                         | 0 – 2                                                                            | Manchester United                     | Romero (46' Pereira), Dalot (46' Wan-Bissaka), Tuanzebe (46' Smalling), Jones (46' Rojo), Young (46' Shaw {83' Garner}), Pereira (46' McTominay), Matić (46' Pogba), Chong (46' Mata), Lingard (46' Gomes), James (46' Rashford), Martial (46' Greenwood)   |
| 13 lipca 2019, 13:00 Perth Stadium 50 206 widzów                 |                                     | Marcus Rashford 60' James Garner 85'                                             |                                       | Romero (46' Pereira), Dalot (46' Wan-Bissaka), Tuanzebe (46' Smalling), Jones (46' Rojo), Young (46' Shaw {83' Garner}), Pereira (46' McTominay), Matić (46' Pogba), Chong (46' Mata), Lingard (46' Gomes), James (46' Rashford), Martial (46' Greenwood)   |
| 17 lipca 2019, 13:00 Perth Stadium 55 274 widzów                 | Leeds United                        | 0 – 4                                                                            | Manchester United                     | Romero (46' Pereira), Wan-Bissaka (46' Dalot), Lindelöf (46' Smalling), Bailly (46' Jones), Rojo (46' Young), McTominay (46' Matić {78' Garner}), Pogba (46' Pereira), Greenwood (46' Chong), Mata (46' Gomes), James (46' Lingard), Rashford (46' Martial) |
| 17 lipca 2019, 13:00 Perth Stadium 55 274 widzów                 |                                     | Mason Greenwood 7' Marcus Rashford 27' Phil Jones 51' Anthony Martial 69' (r.k.) |                                       | Romero (46' Pereira), Wan-Bissaka (46' Dalot), Lindelöf (46' Smalling), Bailly (46' Jones), Rojo (46' Young), McTominay (46' Matić {78' Garner}), Pogba (46' Pereira), Greenwood (46' Chong), Mata (46' Gomes), James (46' Lingard), Rashford (46' Martial) |
| 20 lipca 2019, 13:30 Stadion Narodowy w Singapurze 52 897 widzów | Inter Mediolan                      | 0 – 1                                                                            | Manchester United                     | de Gea (62' Romero), Wan-Bissaka (62' Young), Tuanzebe (62' Bailly), Lindelöf (57' Jones), Shaw (62' Dalot), Pogba (62' Pereira), Matić (62' Fred), James (62' Chong {90' Gomes}), Lingard (62' Mata), Martial (62' Greenwood), Rashford (62' McTominay)    |
| 20 lipca 2019, 13:30 Stadion Narodowy w Singapurze 52 897 widzów |                                     | Mason Greenwood 77'                                                              |                                       | de Gea (62' Romero), Wan-Bissaka (62' Young), Tuanzebe (62' Bailly), Lindelöf (57' Jones), Shaw (62' Dalot), Pogba (62' Pereira), Matić (62' Fred), James (62' Chong {90' Gomes}), Lingard (62' Mata), Martial (62' Greenwood), Rashford (62' McTominay)    |
| 25 lipca 2019, 13:30 Hongkou Stadium                             | Tottenham Hotspur                   | 1 – 2                                                                            | Manchester United                     | de Gea (46' Romero), Wan-Bissaka (46' Dalot), Smalling (46' Bailly {56' Tuanzebe}), Rojo (46' Lindelöf), Young (46' Shaw), McTominay (46' Fred), Pogba (46' Matić), James (46' Mata), Pereira (46' Lingard), Greenwood (46' Gomes), Martial (46' Rashford)  |
| 25 lipca 2019, 13:30 Hongkou Stadium                             | 65' Lucas Moura                     |                                                                                  | Anthony Martial 21' Angel Gomes 80'   | de Gea (46' Romero), Wan-Bissaka (46' Dalot), Smalling (46' Bailly {56' Tuanzebe}), Rojo (46' Lindelöf), Young (46' Shaw), McTominay (46' Fred), Pogba (46' Matić), James (46' Mata), Pereira (46' Lingard), Greenwood (46' Gomes), Martial (46' Rashford)  |
| 30 lipca 2019, 19:00 Ullevaal Stadion                            | Kristiansund                        | 0 – 1                                                                            | Manchester United                     | de Gea (59' Romero), Wan-Bissaka (59' Young), Jones (59' Tuanzebe), Lindelöf (59' Rojo), Shaw (59' Dalot), Matić (59' Pogba), McTominay (59' Fred), James (59' Chong), Lingard (59' Mata), Rashford (59' Pereira), Martial (59' Greenwood)                  |
| 30 lipca 2019, 19:00 Ullevaal Stadion                            |                                     | Juan Mata 90+2' (r.k.)                                                           |                                       | de Gea (59' Romero), Wan-Bissaka (59' Young), Jones (59' Tuanzebe), Lindelöf (59' Rojo), Shaw (59' Dalot), Matić (59' Pogba), McTominay (59' Fred), James (59' Chong), Lingard (59' Mata), Rashford (59' Pereira), Martial (59' Greenwood)                  |
| 3 sierpnia 2019, 18:30 Millennium Stadium 65 892 widzów          | A.C. Milan                          | 2 – 2 (4-5 po r.k.)                                                              | Manchester United                     | de Gea, Wan-Bissaka (65' Young), Lindelöf, Rojo (65' Tuanzebe), Shaw, Matić (65' Fred), McTominay, Pereira (65' Lingard), Mata (65' James), Rashford (82' Gomes), Martial (82' Greenwood)                                                                   |
| 3 sierpnia 2019, 18:30 Millennium Stadium 65 892 widzów          | 28' Suso 60' Victor Lindelöf (sam.) |                                                                                  | Marcus Rashford 14' Jesse Lingard 72' | de Gea, Wan-Bissaka (65' Young), Lindelöf, Rojo (65' Tuanzebe), Shaw, Matić (65' Fred), McTominay, Pereira (65' Lingard), Mata (65' James), Rashford (82' Gomes), Martial (82' Greenwood)                                                                   |

### Premier League
| Szczegóły meczu                                                     | Wynik | Wynik                                                           | Wynik                                                        | Skład |
| ------------------------------------------------------------------- | --- | --------------------------------------------------------------- | ------------------------------------------------------------ | --- |
| 11 sierpnia 2019, 17:30 Old Trafford 73 620 widzów                  | Manchester United                                                                                            | 4 – 0                                                           | Chelsea                                                      | de Gea, Wan-Bissaka, Lindelöf, Maguire, Shaw, McTominay, Pogba, Pereira (73' James), Lingard (86' Mata), Rashford (86' Greenwood), Martial                                |
| 11 sierpnia 2019, 17:30 Old Trafford 73 620 widzów                  | 18' Marcus Rashford (r.k.) 65' Anthony Martial 67' Marcus Rashford 81' Daniel James                          |                                                                 |                                                              | de Gea, Wan-Bissaka, Lindelöf, Maguire, Shaw, McTominay, Pogba, Pereira (73' James), Lingard (86' Mata), Rashford (86' Greenwood), Martial                                |
| 19 sierpnia 2019, 21:00 Molineux Stadium 31 314 widzów              | Wolverhampton Wanderers                                                                                      | 1 – 1                                                           | Manchester United                                            | de Gea, Wan-Bissaka, Lindelöf, Maguire, Shaw, McTominay, Pogba, James (89' Greenwood), Lingard (81' Mata), Rashford (89' Pereira), Martial                                |
| 19 sierpnia 2019, 21:00 Molineux Stadium 31 314 widzów              | 55' Rúben Neves                                                                                              |                                                                 | Anthony Martial 27'                                          | de Gea, Wan-Bissaka, Lindelöf, Maguire, Shaw, McTominay, Pogba, James (89' Greenwood), Lingard (81' Mata), Rashford (89' Pereira), Martial                                |
| 24 sierpnia 2019, 16:00 Old Trafford 73 454 widzów                  | Manchester United                                                                                            | 1 – 2                                                           | Crystal Palace                                               | de Gea, Wan-Bissaka, Lindelöf, Maguire, Shaw (34' Young), McTominay (84' Mata), Pogba, Lingard (56' Greenwood), James, Martial, Rashford                                  |
| 24 sierpnia 2019, 16:00 Old Trafford 73 454 widzów                  | 89' Daniel James                                                                                             |                                                                 | Jordan Ayew 32' Patrick van Aanholt 90+3'                    | de Gea, Wan-Bissaka, Lindelöf, Maguire, Shaw (34' Young), McTominay (84' Mata), Pogba, Lingard (56' Greenwood), James, Martial, Rashford                                  |
| 31 sierpnia 2019, 13:30 St Mary’s Stadium 30 499 widzów             | Southampton                                                                                                  | 1 – 1                                                           | Manchester United                                            | de Gea, Wan-Bissaka, Lindelöf, Maguire, Young, McTominay (82' Greenwood), Pogba, Pereira (68' Lingard), Mata (68' Matić), James, Rashford                                 |
| 31 sierpnia 2019, 13:30 St Mary’s Stadium 30 499 widzów             | 58' Jannik Vestergaard                                                                                       |                                                                 | Daniel James 10'                                             | de Gea, Wan-Bissaka, Lindelöf, Maguire, Young, McTominay (82' Greenwood), Pogba, Pereira (68' Lingard), Mata (68' Matić), James, Rashford                                 |
| 14 września 2019, 16:00 Old Trafford 73 689 widzów                  | Manchester United                                                                                            | 1 – 0                                                           | Leicester City                                               | de Gea, Wan-Bissaka, Lindelöf, Maguire, Young, McTominay, Matić (67' Fred), Pereira, Mata (69' Chong), James (90' Tuanzebe), Rashford                                     |
| 14 września 2019, 16:00 Old Trafford 73 689 widzów                  | 8' Marcus Rashford (r.k.)                                                                                    |                                                                 |                                                              | de Gea, Wan-Bissaka, Lindelöf, Maguire, Young, McTominay, Matić (67' Fred), Pereira, Mata (69' Chong), James (90' Tuanzebe), Rashford                                     |
| 22 września 2019, 15:00 Stadion Olimpijski w Londynie 59 936 widzów | West Ham United                                                                                              | 2 – 0                                                           | Manchester United                                            | de Gea, Wan-Bissaka, Lindelöf, Maguire, Young, Matić (71' Fred), McTominay, Pereira, Mata (81' Gomes), James, Rashford (61' Lingard)                                      |
| 22 września 2019, 15:00 Stadion Olimpijski w Londynie 59 936 widzów | 44' Andrij Jarmołenko 84' Aaron Cresswell                                                                    |                                                                 |                                                              | de Gea, Wan-Bissaka, Lindelöf, Maguire, Young, Matić (71' Fred), McTominay, Pereira, Mata (81' Gomes), James, Rashford (61' Lingard)                                      |
| 30 września 2019, 21:00 Old Trafford 73 201 widzów                  | Manchester United                                                                                            | 1 – 1                                                           | Arsenal                                                      | de Gea, Tuanzebe, Maguire, Lindelöf, Young, McTominay, Pogba, Lingard (74' Fred), Pereira (74' Greenwood), James, Rashford                                                |
| 30 września 2019, 21:00 Old Trafford 73 201 widzów                  | 45' Scott McTominay                                                                                          |                                                                 | Pierre-Emerick Aubameyang 58'                                | de Gea, Tuanzebe, Maguire, Lindelöf, Young, McTominay, Pogba, Lingard (74' Fred), Pereira (74' Greenwood), James, Rashford                                                |
| 6 października 2019, 17:30 St James’ Park 51 198 widzów             | Newcastle United                                                                                             | 1 – 0                                                           | Manchester United                                            | de Gea, Young (86' Chong), Maguire, Tuanzebe, Dalot (60' Rojo), Fred, McTominay, Pereira, Mata (66' Greenwood), James, Rashford                                           |
| 6 października 2019, 17:30 St James’ Park 51 198 widzów             | 72' Matthew Longstaff                                                                                        |                                                                 |                                                              | de Gea, Young (86' Chong), Maguire, Tuanzebe, Dalot (60' Rojo), Fred, McTominay, Pereira, Mata (66' Greenwood), James, Rashford                                           |
| 20 października 2019, 17:30 Old Trafford 73 737 widzów              | Manchester United                                                                                            | 1 – 1                                                           | Liverpool                                                    | de Gea, Maguire, Lindelöf, Rojo, Wan-Bissaka, McTominay, Fred, Pereira (94' Williams), Young, James, Rashford (84' Martial)                                               |
| 20 października 2019, 17:30 Old Trafford 73 737 widzów              | 36' Marcus Rashford                                                                                          |                                                                 | Adam Lallana 85'                                             | de Gea, Maguire, Lindelöf, Rojo, Wan-Bissaka, McTominay, Fred, Pereira (94' Williams), Young, James, Rashford (84' Martial)                                               |
| 27 października 2019, 17:30 Carrow Road 27 108 widzów               | Norwich City                                                                                                 | 1 – 3                                                           | Manchester United                                            | de Gea, Young, Lindelöf, Maguire, Wan-Bissaka, Fred, McTominay, James (80' Lingard), Pereira (81' Garner), Rashford, Martial (75' Greenwood)                              |
| 27 października 2019, 17:30 Carrow Road 27 108 widzów               | 88' Onel Hernández                                                                                           |                                                                 | Scott McTominay 21' Marcus Rashford 30' Anthony Martial 73'  | de Gea, Young, Lindelöf, Maguire, Wan-Bissaka, Fred, McTominay, James (80' Lingard), Pereira (81' Garner), Rashford, Martial (75' Greenwood)                              |
| 2 listopada 2019, 13:30 Vitality Stadium 10 669 widzów              | Bournemouth                                                                                                  | 1 – 0                                                           | Manchester United                                            | de Gea, Wan-Bissaka (80' Williams), Lindelöf, Maguire, Young, McTominay, Fred, James (80' Greenwood), Pereira (68' Lingard), Rashford, Martial                            |
| 2 listopada 2019, 13:30 Vitality Stadium 10 669 widzów              | 45' Joshua King                                                                                              |                                                                 |                                                              | de Gea, Wan-Bissaka (80' Williams), Lindelöf, Maguire, Young, McTominay, Fred, James (80' Greenwood), Pereira (68' Lingard), Rashford, Martial                            |
| 10 listopada 2019, 15:00 Old Trafford 73 556 widzów                 | Manchester United                                                                                            | 3 – 1                                                           | Brighton & Hove Albion                                       | de Gea, Wan-Bissaka, Lindelöf, Maguire, Williams (90' Rojo), McTominay, Fred, James, Pereira (70' Lingard), Rashford (90' Greenwood), Martial                             |
| 10 listopada 2019, 15:00 Old Trafford 73 556 widzów                 | 17' Andreas Pereira 19' Scott McTominay 66' Marcus Rashford                                                  |                                                                 | Lewis Dunk 64'                                               | de Gea, Wan-Bissaka, Lindelöf, Maguire, Williams (90' Rojo), McTominay, Fred, James, Pereira (70' Lingard), Rashford (90' Greenwood), Martial                             |
| 24 listopada 2019, 17:30 Bramall Lane 32 024 widzów                 | Sheffield United                                                                                             | 3 – 3                                                           | Manchester United                                            | de Gea, Wan-Bissaka, Lindelöf, Jones (46' Lingard), Maguire, Williams, Fred, Pereira (72' Greenwood), James, Martial (84' Tuanzebe), Rashford                             |
| 24 listopada 2019, 17:30 Bramall Lane 32 024 widzów                 | 19' John Fleck 52' Lys Mousset 90' Oliver McBurnie                                                           |                                                                 | Brandon Williams 72' Mason Greenwood 77' Marcus Rashford 79' | de Gea, Wan-Bissaka, Lindelöf, Jones (46' Lingard), Maguire, Williams, Fred, Pereira (72' Greenwood), James, Martial (84' Tuanzebe), Rashford                             |
| 1 grudnia 2019, 17:30 Old Trafford 73 381 widzów                    | Manchester United                                                                                            | 2 – 2                                                           | Aston Villa                                                  | de Gea, Williams (79' Shaw), Lindelöf, Maguire, Wan-Bissaka, Pereira, Fred, Mata (74' Lingard), James, Rashford, Martial (82' Greenwood)                                  |
| 1 grudnia 2019, 17:30 Old Trafford 73 381 widzów                    | 42' Tom Heaton (sam.) 64' Victor Lindelöf                                                                    |                                                                 | Jack Grealish 11' Tyrone Mings 66'                           | de Gea, Williams (79' Shaw), Lindelöf, Maguire, Wan-Bissaka, Pereira, Fred, Mata (74' Lingard), James, Rashford, Martial (82' Greenwood)                                  |
| 4 grudnia 2019, 20:30 Old Trafford 73 252 widzów                    | Manchester United                                                                                            | 2 – 1                                                           | Tottenham Hotspur                                            | de Gea, Wan-Bissaka, Lindelöf, Maguire, Young, McTominay, Fred, James, Lingard (87' Shaw), Greenwood (80' Pereira), Rashford                                              |
| 4 grudnia 2019, 20:30 Old Trafford 73 252 widzów                    | 6' Marcus Rashford 49' Marcus Rashford (r.k.)                                                                |                                                                 | Dele Alli 39'                                                | de Gea, Wan-Bissaka, Lindelöf, Maguire, Young, McTominay, Fred, James, Lingard (87' Shaw), Greenwood (80' Pereira), Rashford                                              |
| 7 grudnia 2019, 18:30 Etihad Stadium 54 403 widzów                  | Manchester City                                                                                              | 1 – 2                                                           | Manchester United                                            | de Gea, Wan-Bissaka, Lindelöf, Maguire, Shaw (88' Young), McTominay, Fred, James, Lingard (89' Tuanzebe), Rashford, Martial (74' Pereira)                                 |
| 7 grudnia 2019, 18:30 Etihad Stadium 54 403 widzów                  | 85' Nicolás Otamendi                                                                                         |                                                                 | Marcus Rashford 23' (r.k.) Anthony Martial 29'               | de Gea, Wan-Bissaka, Lindelöf, Maguire, Shaw (88' Young), McTominay, Fred, James, Lingard (89' Tuanzebe), Rashford, Martial (74' Pereira)                                 |
| 15 grudnia 2019, 15:00 Old Trafford 63 328 widzów                   | Manchester United                                                                                            | 1 – 1                                                           | Everton                                                      | de Gea, Wan-Bissaka, Lindelöf, Maguire, Shaw, McTominay, Fred, James (86' Mata), Lingard (65' Greenwood), Rashford, Martial                                               |
| 15 grudnia 2019, 15:00 Old Trafford 63 328 widzów                   | 77' Mason Greenwood                                                                                          |                                                                 | Victor Lindelöf 36' (sam.)                                   | de Gea, Wan-Bissaka, Lindelöf, Maguire, Shaw, McTominay, Fred, James (86' Mata), Lingard (65' Greenwood), Rashford, Martial                                               |
| 22 grudnia 2019, 15:00 Vicarage Road 21 488 widzów                  | Watford | 2 – 0                                                           | Manchester United                                            | de Gea, Wan-Bissaka, Lindelöf, Maguire, Shaw, Fred, McTominay (72' Mata), Lingard (64' Pogba), James (58' Greenwood), Rashford, Martial                                   |
| 22 grudnia 2019, 15:00 Vicarage Road 21 488 widzów                  | 50' Ismaïla Sarr 54' Troy Deeney (r.k.)                                                                      |                                                                 |                                                              | de Gea, Wan-Bissaka, Lindelöf, Maguire, Shaw, Fred, McTominay (72' Mata), Lingard (64' Pogba), James (58' Greenwood), Rashford, Martial                                   |
| 26 grudnia 2019, 18:30 Old Trafford 73 206 widzów                   | Manchester United                                                                                            | 4 – 1                                                           | Newcastle United                                             | de Gea, Shaw, Lindelöf, Maguire, Wan-Bissaka, Pereira, Fred, McTominay (46' Pogba), Martial (67' Mata), Rashford (63' Lingard), Greenwood                                 |
| 26 grudnia 2019, 18:30 Old Trafford 73 206 widzów                   | 24' Anthony Martial 36' Mason Greenwood 41' Marcus Rashford 51' Anthony Martial                              |                                                                 | Matthew Longstaff 17'                                        | de Gea, Shaw, Lindelöf, Maguire, Wan-Bissaka, Pereira, Fred, McTominay (46' Pogba), Martial (67' Mata), Rashford (63' Lingard), Greenwood                                 |
| 28 grudnia 2019, 20:45 Turf Moor 21 924 widzów                      | Burnley | 0 – 2                                                           | Manchester United                                            | de Gea, Young, Lindelöf, Maguire, Williams, Fred, Matić, Pereira (73' Lingard), James, Martial (89' Shaw), Rashford                                                       |
| 28 grudnia 2019, 20:45 Turf Moor 21 924 widzów                      | | Anthony Martial 44' Marcus Rashford 90+5'                       |                                                              | de Gea, Young, Lindelöf, Maguire, Williams, Fred, Matić, Pereira (73' Lingard), James, Martial (89' Shaw), Rashford                                                       |
| 1 stycznia 2020, 21:00 Emirates Stadium 60 328 widzów               | Arsenal | 2 – 0                                                           | Manchester United                                            | de Gea, Wan-Bissaka, Lindelöf, Maguire, Shaw, Matić (81' Mata), Fred, James (58' Greenwood), Lingard (58' Pereira), Rashford, Martial                                     |
| 1 stycznia 2020, 21:00 Emirates Stadium 60 328 widzów               | 8' Nicolas Pépé 42' Sokratis Papastatopulos                                                                  |                                                                 |                                                              | de Gea, Wan-Bissaka, Lindelöf, Maguire, Shaw, Matić (81' Mata), Fred, James (58' Greenwood), Lingard (58' Pereira), Rashford, Martial                                     |
| 11 stycznia 2020, 16:00 Old Trafford 73 271 widzów                  | Manchester United                                                                                            | 4 – 0                                                           | Norwich City                                                 | de Gea, Wan-Bissaka, Lindelöf, Maguire, Williams, Matić, Fred, Pereira (71' Greenwood), Mata, Rashford (59' James), Martial (80' Gomes)                                   |
| 11 stycznia 2020, 16:00 Old Trafford 73 271 widzów                  | 27' Marcus Rashford 52' Marcus Rashford (r.k.) 54' Anthony Martial 76' Mason Greenwood                       |                                                                 |                                                              | de Gea, Wan-Bissaka, Lindelöf, Maguire, Williams, Matić, Fred, Pereira (71' Greenwood), Mata, Rashford (59' James), Martial (80' Gomes)                                   |
| 19 stycznia 2020, 17:30 Anfield 52 916 widzów                       | Liverpool | 2 – 0                                                           | Manchester United                                            | de Gea, Wan-Bissaka, Lindelöf, Maguire, Shaw (87' Dalot), Williams (74' Mata), Matić, Fred, Pereira (74' Greenwood), James, Martial                                       |
| 19 stycznia 2020, 17:30 Anfield 52 916 widzów                       | 14' Virgil van Dijk 90+3' Mohamed Salah                                                                      |                                                                 |                                                              | de Gea, Wan-Bissaka, Lindelöf, Maguire, Shaw (87' Dalot), Williams (74' Mata), Matić, Fred, Pereira (74' Greenwood), James, Martial                                       |
| 22 stycznia 2020, 21:15 Old Trafford 73 198 widzów                  | Manchester United                                                                                            | 0 – 2                                                           | Burnley                                                      | de Gea, Wan-Bissaka, Jones, Maguire, Williams (69' Shaw), Fred, Matić, Pereira (46' Greenwood), Mata, James (69' Lingard), Martial                                        |
| 22 stycznia 2020, 21:15 Old Trafford 73 198 widzów                  | | Chris Wood 39' Jay Rodriguez 56'                                |                                                              | de Gea, Wan-Bissaka, Jones, Maguire, Williams (69' Shaw), Fred, Matić, Pereira (46' Greenwood), Mata, James (69' Lingard), Martial                                        |
| 1 lutego 2020, 18:30 Old Trafford 73 363 widzów                     | Manchester United                                                                                            | 0 – 0                                                           | Wolverhampton Wanderers                                      | de Gea, Wan-Bissaka, Lindelöf, Maguire, Shaw, Fred, Pereira (72' Greenwood), Mata (88' Dalot), Fernandes, James (88' Lingard), Martial                                    |
| 1 lutego 2020, 18:30 Old Trafford 73 363 widzów                     | |                                                                 |                                                              | de Gea, Wan-Bissaka, Lindelöf, Maguire, Shaw, Fred, Pereira (72' Greenwood), Mata (88' Dalot), Fernandes, James (88' Lingard), Martial                                    |
| 17 lutego 2020, 21:00 Stamford Bridge 40 504 widzów                 | Chelsea | 0 – 2                                                           | Manchester United                                            | de Gea, Wan-Bissaka, Bailly, Maguire, Shaw, Williams, Fred, Matić, Fernandes (90' Dalot), James (80' Pereira), Martial (90' Ighalo)                                       |
| 17 lutego 2020, 21:00 Stamford Bridge 40 504 widzów                 | | Anthony Martial 45' Harry Maguire 66'                           |                                                              | de Gea, Wan-Bissaka, Bailly, Maguire, Shaw, Williams, Fred, Matić, Fernandes (90' Dalot), James (80' Pereira), Martial (90' Ighalo)                                       |
| 23 lutego 2020, 15:00 Old Trafford 73 347 widzów                    | Manchester United                                                                                            | 3 – 0                                                           | Watford                                                      | de Gea, Wan-Bissaka, Lindelöf, Maguire, Shaw, Matić, Fred (80' McTominay), Greenwood (80' Chong), Fernandes, James, Martial (80' Ighalo)                                  |
| 23 lutego 2020, 15:00 Old Trafford 73 347 widzów                    | 42' Bruno Fernandes (r.k.) 58' Anthony Martial 75' Mason Greenwood                                           |                                                                 |                                                              | de Gea, Wan-Bissaka, Lindelöf, Maguire, Shaw, Matić, Fred (80' McTominay), Greenwood (80' Chong), Fernandes, James, Martial (80' Ighalo)                                  |
| 1 marca 2020, 15:00 Goodison Park 39 374 widzów                     | Everton | 1 – 1                                                           | Manchester United                                            | de Gea, Wan-Bissaka, Lindelöf, Maguire, Shaw, Matić, Fred, McTominay (72' Mata), Fernandes, Greenwood (72' Ighalo), Martial (89' Williams)                                |
| 1 marca 2020, 15:00 Goodison Park 39 374 widzów                     | 3' Dominic Calvert-Lewin                                                                                     |                                                                 | Bruno Fernandes 31'                                          | de Gea, Wan-Bissaka, Lindelöf, Maguire, Shaw, Matić, Fred, McTominay (72' Mata), Fernandes, Greenwood (72' Ighalo), Martial (89' Williams)                                |
| 8 marca 2020, 17:30 Old Trafford 73 288 widzów                      | Manchester United                                                                                            | 2 – 0                                                           | Manchester City                                              | de Gea, Shaw, Maguire, Lindelöf, Williams (78' Bailly), Fred, Matić, Wan-Bissaka, Fernandes (88' Ighalo), Martial (78' McTominay), James                                  |
| 8 marca 2020, 17:30 Old Trafford 73 288 widzów                      | 30' Anthony Martial 90+6' Scott McTominay                                                                    |                                                                 |                                                              | de Gea, Shaw, Maguire, Lindelöf, Williams (78' Bailly), Fred, Matić, Wan-Bissaka, Fernandes (88' Ighalo), Martial (78' McTominay), James                                  |
| 19 czerwca 2020, 21:15 Tottenham Hotspur Stadium 0 widzów           | Tottenham Hotspur                                                                                            | 1 – 1                                                           | Manchester United                                            | de Gea, Shaw, Maguire, Lindelöf (78' Matić), Wan-Bissaka, Fred (62' Pogba), McTominay (89' Bailly), Rashford, Fernandes, James (62' Greenwood), Martial (78' Ighalo)      |
| 19 czerwca 2020, 21:15 Tottenham Hotspur Stadium 0 widzów           | 27' Steven Bergwijn                                                                                          |                                                                 | Bruno Fernandes 81' (r.k.)                                   | de Gea, Shaw, Maguire, Lindelöf (78' Matić), Wan-Bissaka, Fred (62' Pogba), McTominay (89' Bailly), Rashford, Fernandes, James (62' Greenwood), Martial (78' Ighalo)      |
| 24 czerwca 2020, 19:00 Old Trafford 0 widzów                        | Manchester United                                                                                            | 3 – 0                                                           | Sheffield United                                             | de Gea, Shaw, Maguire, Lindelöf, Wan-Bissaka, Matić, Pogba (80' Pereira), Rashford (80' James), Fernandes (80' McTominay), Greenwood (80' Mata), Martial (80' Ighalo)     |
| 24 czerwca 2020, 19:00 Old Trafford 0 widzów                        | 7' Anthony Martial 44' Anthony Martial 74' Anthony Martial                                                   |                                                                 |                                                              | de Gea, Shaw, Maguire, Lindelöf, Wan-Bissaka, Matić, Pogba (80' Pereira), Rashford (80' James), Fernandes (80' McTominay), Greenwood (80' Mata), Martial (80' Ighalo)     |
| 30 czerwca 2020, 21:15 Amex Stadium 0 widzów                        | Brighton & Hove Albion                                                                                       | 0 – 3                                                           | Manchester United                                            | de Gea, Shaw (64' Williams), Maguire, Lindelöf, Wan-Bissaka, Matić, Pogba (64' McTominay), Rashford (78' James), Fernandes (64' Pereira), Greenwood, Martial (78' Ighalo) |
| 30 czerwca 2020, 21:15 Amex Stadium 0 widzów                        | | Mason Greenwood 16' Bruno Fernandes 29' Bruno Fernandes 50'     |                                                              | de Gea, Shaw (64' Williams), Maguire, Lindelöf, Wan-Bissaka, Matić, Pogba (64' McTominay), Rashford (78' James), Fernandes (64' Pereira), Greenwood, Martial (78' Ighalo) |
| 4 lipca 2020, 16:00 Old Trafford 0 widzów                           | Manchester United                                                                                            | 5 – 2                                                           | Bournemouth                                                  | de Gea, Shaw, Maguire, Lindelöf (46' Bailly), Wan-Bissaka, Matić (66' Fred), Pogba, Rashford (80' Mata), Fernandes, Greenwood (75' James), Martial (80' Ighalo)           |
| 4 lipca 2020, 16:00 Old Trafford 0 widzów                           | 29' Mason Greenwood 35' Marcus Rashford (r.k.) 45+2' Anthony Martial 54' Mason Greenwood 59' Bruno Fernandes |                                                                 | Junior Stanislas 15' Joshua King 49' (r.k.)                  | de Gea, Shaw, Maguire, Lindelöf (46' Bailly), Wan-Bissaka, Matić (66' Fred), Pogba, Rashford (80' Mata), Fernandes, Greenwood (75' James), Martial (80' Ighalo)           |
| 9 lipca 2020, 21:15 Villa Park 0 widzów                             | Aston Villa                                                                                                  | 0 – 3                                                           | Manchester United                                            | de Gea, Shaw, Maguire, Lindelöf, Wan-Bissaka (66' Williams), Matić (66' McTominay), Pogba, Rashford, Fernandes (71' Fred), Greenwood (78' James), Martial (78' Ighalo)    |
| 9 lipca 2020, 21:15 Villa Park 0 widzów                             | | Bruno Fernandes 27' (r.k.) Mason Greenwood 45+5' Paul Pogba 58' |                                                              | de Gea, Shaw, Maguire, Lindelöf, Wan-Bissaka (66' Williams), Matić (66' McTominay), Pogba, Rashford, Fernandes (71' Fred), Greenwood (78' James), Martial (78' Ighalo)    |
| 13 lipca 2020, 21:00 Old Trafford 0 widzów                          | Manchester United                                                                                            | 2 – 2                                                           | Southampton                                                  | de Gea, Shaw (75' Williams), Maguire, Lindelöf, Wan-Bissaka, Matić, Pogba (63' Fred), Rashford, Fernandes (84' McTominay), Greenwood (84' James), Martial                 |
| 13 lipca 2020, 21:00 Old Trafford 0 widzów                          | 20' Marcus Rashford 23' Anthony Martial                                                                      |                                                                 | Stuart Armstrong 12' Michael Obafemi 90+6'                   | de Gea, Shaw (75' Williams), Maguire, Lindelöf, Wan-Bissaka, Matić, Pogba (63' Fred), Rashford, Fernandes (84' McTominay), Greenwood (84' James), Martial                 |
| 16 lipca 2020, 21:15 Selhurst Park 0 widzów                         | Crystal Palace                                                                                               | 0 – 2                                                           | Manchester United                                            | de Gea, Fosu-Mensah, Maguire, Lindelöf, Wan-Bissaka, Pogba, McTominay (63' Matić), Rashford, Fernandes, Greenwood (63' Lingard), Martial                                  |
| 16 lipca 2020, 21:15 Selhurst Park 0 widzów                         | | Marcus Rashford 45+1' Anthony Martial 78'                       |                                                              | de Gea, Fosu-Mensah, Maguire, Lindelöf, Wan-Bissaka, Pogba, McTominay (63' Matić), Rashford, Fernandes, Greenwood (63' Lingard), Martial                                  |
| 22 lipca 2020, 19:00 Old Trafford 0 widzów                          | Manchester United                                                                                            | 1 – 1                                                           | West Ham United                                              | de Gea, Williams, Maguire, Lindelöf, Fosu-Mensah (46' Wan-Bissaka), Matić, Pogba, Rashford (85' Ighalo), Fernandes, Greenwood, Martial                                    |
| 22 lipca 2020, 19:00 Old Trafford 0 widzów                          | 51' Mason Greenwood                                                                                          |                                                                 | Michail Antonio 45+2' (r.k.)                                 | de Gea, Williams, Maguire, Lindelöf, Fosu-Mensah (46' Wan-Bissaka), Matić, Pogba, Rashford (85' Ighalo), Fernandes, Greenwood, Martial                                    |
| 26 lipca 2020, 17:00 King Power Stadium 0 widzów                    | Leicester City                                                                                               | 0 – 2                                                           | Manchester United                                            | de Gea, Williams, Maguire, Lindelöf, Wan-Bissaka, Matić, Pogba, Rashford (90' Fosu-Mensah), Fernandes (86' McTominay), Greenwood (77' Lingard), Martial (90' Ighalo)      |
| 26 lipca 2020, 17:00 King Power Stadium 0 widzów                    | | Bruno Fernandes 71' (r.k.) Jesse Lingard 90+8'                  |                                                              | de Gea, Williams, Maguire, Lindelöf, Wan-Bissaka, Matić, Pogba, Rashford (90' Fosu-Mensah), Fernandes (86' McTominay), Greenwood (77' Lingard), Martial (90' Ighalo)      |

| Kolejka  | 1 | 2 | 3 | 4 | 5 | 6 | 7  | 8  | 9  | 10 | 11 | 12 | 13 | 14 | 15 | 16 | 17 | 18 | 19 | 20 | 21 | 22 | 23 | 24 | 25 | 26 | 27 | 28 | 29 | 30 | 31 | 32 | 33 | 34 | 35 | 36 | 37 | 38 |
| Rezultat | W | R | P | R | W | P | R  | P  | R  | W  | P  | W  | R  | R  | W  | W  | R  | P  | W  | W  | P  | W  | P  | P  | R  | W  | W  | R  | W  | R  | W  | W  | W  | W  | R  | W  | R  | W  |
| Miejsce  | 2 | 4 | 5 | 8 | 4 | 8 | 10 | 12 | 14 | 7  | 10 | 7  | 9  | 9  | 6  | 5  | 6  | 8  | 8  | 5  | 5  | 5  | 5  | 5  | 7  | 7  | 5  | 6  | 5  | 5  | 5  | 5  | 5  | 5  | 5  | 5  | 3  | 3  |

| Poz | Klub              | M  | W  | R  | P  | G+  | G- | +/− | Pkt |
| --- | ----------------- | -- | -- | -- | -- | --- | -- | --- | --- |
| 2   | Manchester City   | 38 | 26 | 3  | 9  | 102 | 35 | +67 | 81  |
| 3   | Manchester United | 38 | 18 | 12 | 8  | 66  | 36 | +30 | 66  |
| 4   | Chelsea           | 38 | 20 | 6  | 12 | 69  | 54 | +15 | 66  |

### Puchar Anglii
| Szczegóły meczu                                                                | Wynik                                                          | Wynik | Wynik                               | Skład |
| ------------------------------------------------------------------------------ | -------------------------------------------------------------- | --- | ----------------------------------- | --- |
| 4 stycznia 2020, 18:31 Molineux Stadium 31 381 widzów, 3. runda, pierwszy mecz | Wolverhampton Wanderers                                        | 0 – 0 | Manchester United                   | Romero, Young, Lindelöf, Maguire, Williams, Pereira, Matić, Chong (82' Dalot), Mata (70' Fred), James (70' Rashford), Greenwood                                             |
| 4 stycznia 2020, 18:31 Molineux Stadium 31 381 widzów, 3. runda, pierwszy mecz |                                                                | |                                     | Romero, Young, Lindelöf, Maguire, Williams, Pereira, Matić, Chong (82' Dalot), Mata (70' Fred), James (70' Rashford), Greenwood                                             |
| 15 stycznia 2020, 20:45 Old Trafford 67 025 widzów, 3. runda, drugi mecz       | Manchester United                                              | 1 – 0 | Wolverhampton Wanderers             | Romero, Wan-Bissaka, Lindelöf, Maguire, Williams, Matić, Fred, Greenwood (64' Pereira), Mata, James (64' Rashford {80' Lingard}), Martial                                   |
| 15 stycznia 2020, 20:45 Old Trafford 67 025 widzów, 3. runda, drugi mecz       | 67' Juan Mata                                                  | |                                     | Romero, Wan-Bissaka, Lindelöf, Maguire, Williams, Matić, Fred, Greenwood (64' Pereira), Mata, James (64' Rashford {80' Lingard}), Martial                                   |
| 26 stycznia 2020, 16:00 Prenton Park 13 779 widzów, 4. runda                   | Tranmere Rovers                                                | 0 – 6 | Manchester United                   | Romero, Dalot, Lindelöf, Maguire (64' Williams), Jones, Shaw, Matić (46' Fred), Pereira, Lingard, Martial (46' Chong), Greenwood                                            |
| 26 stycznia 2020, 16:00 Prenton Park 13 779 widzów, 4. runda                   |                                                                | Harry Maguire 10' Diogo Dalot 13' Jesse Lingard 16' Phil Jones 41' Anthony Martial 45' Mason Greenwood 56' (r.k.) |                                     | Romero, Dalot, Lindelöf, Maguire (64' Williams), Jones, Shaw, Matić (46' Fred), Pereira, Lingard, Martial (46' Chong), Greenwood                                            |
| 5 marca 2020, 20:45 Pride Park Stadium 31 379 widzów, 5. runda                 | Derby County                                                   | 0 – 3 | Manchester United                   | Romero, Dalot, Lindelöf, Bailly, Shaw (80' Williams), McTominay, Fred (73' Martial), Lingard, Fernandes (66' Pereira), Mata, Ighalo                                         |
| 5 marca 2020, 20:45 Pride Park Stadium 31 379 widzów, 5. runda                 |                                                                | Luke Shaw 34' Odion Ighalo 41' Odion Ighalo 70'                                                                   |                                     | Romero, Dalot, Lindelöf, Bailly, Shaw (80' Williams), McTominay, Fred (73' Martial), Lingard, Fernandes (66' Pereira), Mata, Ighalo                                         |
| 27 czerwca 2020, 18:30 Carrow Road 0 widzów, 1/4 finału                        | Norwich City                                                   | 1 – 2 po dogrywce                                                                                                 | Manchester United                   | Romero, Shaw, Maguire, Bailly (96' Martial), Dalot (62' Williams), Fred (78' Pogba), McTominay (78' Matić), Lingard (62' Rashford), Fernandes, Mata (62' Greenwood), Ighalo |
| 27 czerwca 2020, 18:30 Carrow Road 0 widzów, 1/4 finału                        | 75' Todd Cantwell                                              | | Odion Ighalo 51' Harry Maguire 118' | Romero, Shaw, Maguire, Bailly (96' Martial), Dalot (62' Williams), Fred (78' Pogba), McTominay (78' Matić), Lingard (62' Rashford), Fernandes, Mata (62' Greenwood), Ighalo |
| 19 lipca 2020, 19:00 Wembley 0 widzów, 1/2 finału                              | Chelsea                                                        | 3 – 1 | Manchester United                   | de Gea, Wan-Bissaka (79' Fosu-Mensah), Lindelöf, Bailly (45' Martial), Maguire, Williams, Matić, Fred (55' Pogba), Fernandes, James (55' Greenwood), Rashford (79' Ighalo)  |
| 19 lipca 2020, 19:00 Wembley 0 widzów, 1/2 finału                              | 45+11' Olivier Giroud 46' Mason Mount 74' Harry Maguire (sam.) | | Bruno Fernandes 85' (r.k.)          | de Gea, Wan-Bissaka (79' Fosu-Mensah), Lindelöf, Bailly (45' Martial), Maguire, Williams, Matić, Fred (55' Pogba), Fernandes, James (55' Greenwood), Rashford (79' Ighalo)  |

### Puchar Ligi
| Szczegóły meczu                                                              | Wynik                                                           | Wynik               | Wynik                                                          | Skład |
| ---------------------------------------------------------------------------- | --------------------------------------------------------------- | ------------------- | -------------------------------------------------------------- | --- |
| 25 września 2019, 21:00 Old Trafford 58 314 widzów, 3. runda                 | Manchester United                                               | 1 – 1 (5-3 po r.k.) | Rochdale                                                       | Romero, Wan-Bissaka, Jones (46' Williams), Tuanzebe, Rojo, Fred, Pogba, Pereira, Lingard (85' Mata), Chong (60' James), Greenwood         |
| 25 września 2019, 21:00 Old Trafford 58 314 widzów, 3. runda                 | 68' Mason Greenwood                                             |                     | Luke Matheson 76'                                              | Romero, Wan-Bissaka, Jones (46' Williams), Tuanzebe, Rojo, Fred, Pogba, Pereira, Lingard (85' Mata), Chong (60' James), Greenwood         |
| 30 października 2019, 21:05 Stamford Bridge 38 645 widzów, 4. runda          | Chelsea                                                         | 1 – 2               | Manchester United                                              | Romero, Lindelöf (66' Martial), Maguire, Rojo, Wan-Bissaka, McTominay, Fred, Lingard (67' Pereira), Williams, James, Rashford (80' Young) |
| 30 października 2019, 21:05 Stamford Bridge 38 645 widzów, 4. runda          | 61' Michy Batshuayi                                             |                     | Marcus Rashford 25' (r.k.) Marcus Rashford 73'                 | Romero, Lindelöf (66' Martial), Maguire, Rojo, Wan-Bissaka, McTominay, Fred, Lingard (67' Pereira), Williams, James, Rashford (80' Young) |
| 18 grudnia 2019, 21:00 Old Trafford 57 559 widzów, 1/4 finału                | Manchester United                                               | 3 – 0               | Colchester United                                              | Romero, Young, Tuanzebe (65' Garner), Maguire, Shaw (63' Williams), Matić, Pereira, Greenwood, Mata, Rashford (63' Lingard), Martial      |
| 18 grudnia 2019, 21:00 Old Trafford 57 559 widzów, 1/4 finału                | 51' Marcus Rashford 56' Ryan Jackson (sam.) 61' Anthony Martial |                     |                                                                | Romero, Young, Tuanzebe (65' Garner), Maguire, Shaw (63' Williams), Matić, Pereira, Greenwood, Mata, Rashford (63' Lingard), Martial      |
| 7 stycznia 2020, 21:00 Old Trafford 69 023 widzów, 1/2 finału, pierwszy mecz | Manchester United                                               | 1 – 3               | Manchester City                                                | de Gea, Wan-Bissaka, Jones, Lindelöf, Williams, Fred, Pereira, James (64' Gomes), Lingard (46' Matić), Rashford, Greenwood (81' Martial)  |
| 7 stycznia 2020, 21:00 Old Trafford 69 023 widzów, 1/2 finału, pierwszy mecz | 70' Marcus Rashford                                             |                     | Bernardo Silva 17' Riyad Mahrez 33' Andreas Pereira 39' (sam.) | de Gea, Wan-Bissaka, Jones, Lindelöf, Williams, Fred, Pereira, James (64' Gomes), Lingard (46' Matić), Rashford, Greenwood (81' Martial)  |
| 29 stycznia 2020, 20:45 Etihad Stadium 51 000 widzów, 1/2 finału, drugi mecz | Manchester City                                                 | 0 – 1               | Manchester United                                              | de Gea, Wan-Bissaka, Lindelöf, Maguire, Shaw (79' Mata), Williams, Fred, Matić, Lingard (65' Pereira), Greenwood (46' James), Martial     |
| 29 stycznia 2020, 20:45 Etihad Stadium 51 000 widzów, 1/2 finału, drugi mecz |                                                                 | Nemanja Matić 35'   |                                                                | de Gea, Wan-Bissaka, Lindelöf, Maguire, Shaw (79' Mata), Williams, Fred, Matić, Lingard (65' Pereira), Greenwood (46' James), Martial     |

### Liga Europy
| Szczegóły meczu                                             | Wynik                                                                  | Wynik                      | Wynik             | Skład |
| ----------------------------------------------------------- | ---------------------------------------------------------------------- | -------------------------- | ----------------- | --- |
| 19 września 2019, 21:00 Old Trafford 50 783 widzów          | Manchester United                                                      | 1 – 0                      | FK Astana         | Romero, Dalot, Tuanzebe, Jones, Rojo (78' Young), Matić, Fred, Chong (68' Lingard), Gomes (68' Mata), Greenwood, Rashford               |
| 19 września 2019, 21:00 Old Trafford 50 783 widzów          | 73' Mason Greenwood                                                    |                            |                   | Romero, Dalot, Tuanzebe, Jones, Rojo (78' Young), Matić, Fred, Chong (68' Lingard), Gomes (68' Mata), Greenwood, Rashford               |
| 3 października 2019, 18:55 Cars Jeans Stadion 13 863 widzów | AZ Alkmaar                                                             | 0 – 0                      | Manchester United | de Gea, Dalot, Rojo, Lindelöf, Williams, Fred, Matić, Mata (83' McTominay), Gomes, James (63' Rashford), Greenwood (77' Lingard)        |
| 3 października 2019, 18:55 Cars Jeans Stadion 13 863 widzów |                                                                        |                            |                   | de Gea, Dalot, Rojo, Lindelöf, Williams, Fred, Matić, Mata (83' McTominay), Gomes, James (63' Rashford), Greenwood (77' Lingard)        |
| 24 października 2019, 18:55 Stadion Partizana 25 627 widzów | FK Partizan                                                            | 0 – 1                      | Manchester United | Romero, Jones, Maguire, Rojo, Wan-Bissaka (60' James), McTominay, Garner (81' Pereira), Mata, Williams, Lingard, Martial (60' Rashford) |
| 24 października 2019, 18:55 Stadion Partizana 25 627 widzów |                                                                        | Anthony Martial 43' (r.k.) |                   | Romero, Jones, Maguire, Rojo, Wan-Bissaka (60' James), McTominay, Garner (81' Pereira), Mata, Williams, Lingard, Martial (60' Rashford) |
| 7 listopada 2019, 21:00 Old Trafford 62 955 widzów          | Manchester United                                                      | 3 – 0                      | FK Partizan       | Romero, Wan-Bissaka, Maguire, Rojo, Young, McTominay (75' Lingard), Fred (63' Garner), Greenwood, Mata, Rashford (67' Pereira), Martial |
| 7 listopada 2019, 21:00 Old Trafford 62 955 widzów          | 22' Mason Greenwood 33' Anthony Martial 49' Marcus Rashford            |                            |                   | Romero, Wan-Bissaka, Maguire, Rojo, Young, McTominay (75' Lingard), Fred (63' Garner), Greenwood, Mata, Rashford (67' Pereira), Martial |
| 28 listopada 2019, 16:50 Astana Arena 28 949 widzów         | FK Astana                                                              | 2 – 1                      | Manchester United | Grant, Laird, Bernard, Tuanzebe, Shaw, Garner (84' Ramazani), Levitt, Chong (65' Mellor), Lingard, Gomes (89' Galbraith), Greenwood     |
| 28 listopada 2019, 16:50 Astana Arena 28 949 widzów         | 55' Dmitrij Szomko 62' Di’Shon Bernard (sam.)                          |                            | Jesse Lingard 10' | Grant, Laird, Bernard, Tuanzebe, Shaw, Garner (84' Ramazani), Levitt, Chong (65' Mellor), Lingard, Gomes (89' Galbraith), Greenwood     |
| 12 grudnia 2019, 21:00 Old Trafford 65 773 widzów           | Manchester United                                                      | 4 – 0                      | AZ Alkmaar        | Romero, Young (68' Laird), Tuanzebe, Maguire (68' Jones), Williams, Matić, Garner, Mata, Pereira, Greenwood, Martial (59' Chong)        |
| 12 grudnia 2019, 21:00 Old Trafford 65 773 widzów           | 53' Ashley Young 58' Mason Greenwood 62' Juan Mata 64' Mason Greenwood |                            |                   | Romero, Young (68' Laird), Tuanzebe, Maguire (68' Jones), Williams, Matić, Garner, Mata, Pereira, Greenwood, Martial (59' Chong)        |

| Drużyna           | M | W | R | P | G+ | G- | +/− | Pkt |
| ----------------- | - | - | - | - | -- | -- | --- | --- |
| Manchester United | 6 | 4 | 1 | 1 | 10 | 2  | +8  | 13  |
| AZ Alkmaar        | 6 | 2 | 3 | 1 | 15 | 8  | +7  | 9   |
| FK Partizan       | 6 | 2 | 2 | 2 | 10 | 10 | 0   | 8   |
| FK Astana         | 6 | 1 | 0 | 5 | 4  | 19 | -15 | 3   |

| Szczegóły meczu                                                                    | Wynik                                                                               | Wynik                                                                                       | Wynik                     | Skład |
| ---------------------------------------------------------------------------------- | ----------------------------------------------------------------------------------- | ------------------------------------------------------------------------------------------- | ------------------------- | --- |
| 20 lutego 2020, 18:55 Jan Breydel Stadion 1/16 finału, pierwszy mecz 27 006 widzów | Club Brugge                                                                         | 1 – 1                                                                                       | Manchester United         | Romero, Lindelöf, Maguire, Shaw, Dalot (81' Fernandes), Pereira (71' Fred), Matić, Williams, Mata, Lingard, Martial (67' Ighalo)                                           |
| 20 lutego 2020, 18:55 Jan Breydel Stadion 1/16 finału, pierwszy mecz 27 006 widzów | 15' Emmanuel Bonaventure Dennis                                                     |                                                                                             | Anthony Martial 36'       | Romero, Lindelöf, Maguire, Shaw, Dalot (81' Fernandes), Pereira (71' Fred), Matić, Williams, Mata, Lingard, Martial (67' Ighalo)                                           |
| 27 lutego 2020, 21:00 Old Trafford 1/16 finału, drugi mecz 70 397 widzów           | Manchester United                                                                   | 5 – 0                                                                                       | Club Brugge               | Romero, Shaw, Maguire, Bailly, Wan-Bissaka, Fred, McTominay (72' Greenwood), James (46' Chong), Fernandes (65' Lingard), Mata, Ighalo                                      |
| 27 lutego 2020, 21:00 Old Trafford 1/16 finału, drugi mecz 70 397 widzów           | 26' Bruno Fernandes (r.k.) 34' Odion Ighalo 41' Scott McTominay 81' Fred 90+3' Fred |                                                                                             |                           | Romero, Shaw, Maguire, Bailly, Wan-Bissaka, Fred, McTominay (72' Greenwood), James (46' Chong), Fernandes (65' Lingard), Mata, Ighalo                                      |
| 12 marca 2020, 18:55 Linzer Stadion 1/8 finału, pierwszy mecz 0 widzów             | LASK Linz                                                                           | 0 – 5                                                                                       | Manchester United         | Romero, Williams, Bailly, Maguire, Shaw, Fred, McTominay, Mata, Fernandes (78' Pereira), James (71' Chong), Ighalo (85' Greenwood)                                         |
| 12 marca 2020, 18:55 Linzer Stadion 1/8 finału, pierwszy mecz 0 widzów             |                                                                                     | Odion Ighalo 28' Daniel James 58' Juan Mata 82' Mason Greenwood 90+1' Andreas Pereira 90+3' |                           | Romero, Williams, Bailly, Maguire, Shaw, Fred, McTominay, Mata, Fernandes (78' Pereira), James (71' Chong), Ighalo (85' Greenwood)                                         |
| 5 sierpnia 2020, 21:00 Old Trafford 1/8 finału, drugi mecz 0 widzów                | Manchester United                                                                   | 2 – 1                                                                                       | LASK Linz                 | Romero, Williams (72' Chong), Maguire, Bailly, Fosu-Mensah (84' Mengi), Fred (63' Pereira), McTominay, James (84' Martial), Lingard (63' Pogba), Mata, Ighalo              |
| 5 sierpnia 2020, 21:00 Old Trafford 1/8 finału, drugi mecz 0 widzów                | 57' Jesse Lingard 88' Anthony Martial                                               |                                                                                             | Philipp Wiesinger 55'     | Romero, Williams (72' Chong), Maguire, Bailly, Fosu-Mensah (84' Mengi), Fred (63' Pereira), McTominay, James (84' Martial), Lingard (63' Pogba), Mata, Ighalo              |
| 10 sierpnia 2020, 21:00 RheinEnergieStadion 1/4 finału 0 widzów                    | FC København                                                                        | 0 – 1 po dogrywce                                                                           | Manchester United         | Romero, Wan-Bissaka, Bailly (71' Lindelöf), Maguire, Williams, Pogba, Fred (70' Matić), Greenwood (91' Mata), Fernandes, Rashford (112' Lingard), Martial (120' McTominay) |
| 10 sierpnia 2020, 21:00 RheinEnergieStadion 1/4 finału 0 widzów                    |                                                                                     | Bruno Fernandes 95' (r.k.)                                                                  |                           | Romero, Wan-Bissaka, Bailly (71' Lindelöf), Maguire, Williams, Pogba, Fred (70' Matić), Greenwood (91' Mata), Fernandes, Rashford (112' Lingard), Martial (120' McTominay) |
| 16 sierpnia 2020, 21:00 RheinEnergieStadion 1/2 finału 0 widzów                    | Sevilla FC                                                                          | 2 – 1                                                                                       | Manchester United         | de Gea, Williams (87' Fosu-Mensah), Maguire, Lindelöf, Wan-Bissaka (89' James), Pogba, Fred, Rashford (87' Mata), Fernandes, Greenwood (90' Ighalo), Martial               |
| 16 sierpnia 2020, 21:00 RheinEnergieStadion 1/2 finału 0 widzów                    | 26' Suso 78' Luuk de Jong                                                           |                                                                                             | Bruno Fernandes 8' (r.k.) | de Gea, Williams (87' Fosu-Mensah), Maguire, Lindelöf, Wan-Bissaka (89' James), Pogba, Fred, Rashford (87' Mata), Fernandes, Greenwood (90' Ighalo), Martial               |

## Transfery
Przyszli
| Data       | Piłkarz           | Pozycja  | Klub            |
| ---------- | ----------------- | -------- | --------------- |
| 01/07/2019 | Daniel James      | Pomocnik | Swansea City    |
| 01/07/2019 | Aaron Wan-Bissaka | Obrońca  | Crystal Palace  |
| 05/08/2019 | Harry Maguire     | Obrońca  | Leicester City  |
| 30/01/2020 | Bruno Fernandes   | Pomocnik | Sporting CP     |
| 31/01/2020 | Nathan Bishop     | Bramkarz | Southend United |

Odeszli
| Data       | Piłkarz          | Pozycja   | Klub           |
| ---------- | ---------------- | --------- | -------------- |
| 01/07/2019 | Antonio Valencia | Obrońca   | wolny agent    |
| 01/07/2019 | Ander Herrera    | Pomocnik  | wolny agent    |
| 08/08/2019 | Romelu Lukaku    | Napastnik | Inter Mediolan |
| 02/09/2019 | Matteo Darmian   | Obrońca   | Parma FC       |
| 17/01/2020 | Ashley Young     | Obrońca   | Inter Mediolan |
| 01/07/2020 | Largie Ramazani  | Napastnik | wolny agent    |
| 01/07/2020 | Angel Gomes      | Pomocnik  | wolny agent    |
| 06/08/2020 | Alexis Sánchez   | Napastnik | wolny agent    |